# Willinakaqe
Willinakaqe là một chi khủng long, được Juárez Valieri Haro Fiorelli & Calvo mô tả khoa học năm 2011.